# Bothriechis
Bothriechis – rodzaj jadowitych węży z podrodziny grzechotników (Crotalinae) w rodzinie żmijowatych (Viperidae).

## Zasięg występowania
Rodzaj obejmuje gatunki występujące w Ameryce (Meksyk, Belize, Gwatemala, Honduras, Nikaragua, Kostaryka, Panama, Kolumbia, Ekwador i Peru); stwierdzenia z Wenezueli uznano za błędne.

## Systematyka

### Etymologia
- Bothriechis: gr. βοθριον bothrion „rowek”, zdrobnienie od βοθρος bothros „rów, jama”[7]; εχις ekhis, εχεως ekheōs „żmija”[8].
- Teleuraspis: gr. τελεος teleos „doskonały”[9]; ουρα oura „ogon”[10]; ασπις aspis „żmija”[11]. Gatunek typowy: Trigonocephalus schlegeli Berthold, 1846.
- Thamnocenchris: gr. θαμνος thamnos „krzak, krzew”[12]; κεγχρις kenkhris, κεγχριδος kenkhridos „wąż mający na grzbiecie wypukłości podobne do prosa”[13]. Gatunek typowy: Thamnocenchris aurifer Salvin, 1860.

### Podział systematyczny
Do rodzaju należą następujące gatunki: 
- Bothriechis aurifer (Salvin, 1860) – żararaka żółtoplama[14]
- Bothriechis bicolor (Bocourt, 1868)
- Bothriechis guifarroi Townsend, Medina-Flores, Wilson, Jadin & Austin, 2013
- Bothriechis hussaini Arteaga, Pyron, Batista, Vieira, Meneses-Pelayo, Smith, Barrio-Amorós, Koch, Agne, Valencia, Bustamante & Harris, 2024
- Bothriechis khwargi Arteaga, Pyron, Batista, Vieira, Meneses-Pelayo, Smith, Barrio-Amorós, Koch, Agne, Valencia, Bustamante & Harris, 2024
- Bothriechis klebbai Arteaga, Pyron, Batista, Vieira, Meneses-Pelayo, Smith, Barrio-Amorós, Koch, Agne, Valencia, Bustamante & Harris, 2024
- Bothriechis lateralis Peters, 1862
- Bothriechis marchi (Barbour & Loveridge, 1929)
- Bothriechis nigroadspersus (Steindachner, 1870)
- Bothriechis nigroviridis Peters, 1859
- Bothriechis nitidus (Günther, 1859)
- Bothriechis nubestris Doan, Mason, Castoe, Sasa & Parkinson, 2016
- Bothriechis rahimi Arteaga, Pyron, Batista, Vieira, Meneses-Pelayo, Smith, Barrio-Amorós, Koch, Agne, Valencia, Bustamante & Harris, 2024
- Bothriechis rasikusumorum Arteaga, Pyron, Batista, Vieira, Meneses-Pelayo, Smith, Barrio-Amorós, Koch, Agne, Valencia, Bustamante & Harris, 2024
- Bothriechis rowleyi (Bogert, 1968)
- Bothriechis schlegelii (Berthold, 1846) – żararaka rogata[14]
- Bothriechis supraciliaris (Taylor, 1954)
- Bothriechis thalassinus Campbell & Smith, 2000